# Espuma de poliuretano

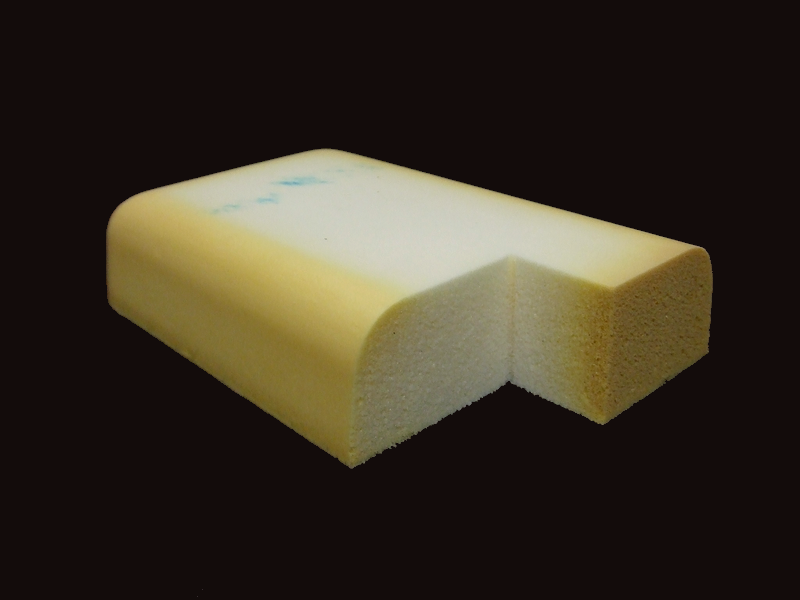
Espuma de poliuretano con isocianatos, que ha sido expuesta a la luz ultravioleta. La coloración se produce tras un tiempo de exposición.

La espuma de poliuretano (conocido también como gomaespuma en España o gomapluma en algunos países sudamericanos) es un material plástico poroso formado por una agregación de burbujas. No contiene sustancias de poder cancerígeno que representen algún peligro, siendo inocuo para el ser humano. También es denominado poliuretano proyectado, debido a la forma en la que se suele aplicar sobre superficies. Se forma básicamente por la reacción química gaseosa de dos compuestos, un poliol y un isocianato, aunque su formulación necesita y admite múltiples variantes y aditivos. Dicha reacción libera dióxido de carbono, gas que va formando las burbujas. Es una reacción con expansión del volumen de líquido. Considerando que los cauchos de poliuretano sólidos son productos especiales, las espumas de poliuretano son ampliamente utilizadas y materiales bien conocidos. En muchos aspectos, la química de estas espumas es similar a la de los cauchos tipo <<Vulkollan>>, excepto que las reacciones con evolución de gas se les permite realizar de forma concurrente con el alargamiento de la cadena y cruz / vinculación. Aunque líquidos volátiles también se utilizan con espumas rígidas y para espumas flexibles de baja densidad, el gas para la espuma flexible es normalmente dióxido de carbono producido durante la reacción del poliol, isocianato y otros aditivos. Las primeras espumas se producen mediante el uso de poliésteres que contienen grupos carboxilo. En definitiva, es una reacción bastante compleja cuyo mecanismo de reacción no es del todo conocido. 
La composición de la espuma de poliuretano es un producto cuya composición es petróleo y azúcar, formándose una espuma rígida con más de 90% de las celdas cerradas y un alto coeficiente de aislación térmica entre 0,019 y 0,04 W/m.K
Posee rigidez estructural, baja o nula absorción de humedad, buena relación aislamiento/precio y una gran adherencia por lo que necesita material adherente. Tiene su aplicación, en zonas difíciles, a través de pistolas. Esto ocurre en los paneles Sándwich por ejemplo donde se introduce, mediante pistola, entre dos capas metálicas. Por lo que se concluye que es maleable y además es ligero.  
Sin embargo, los poliésteres posteriores fueron producidos con valores carboxilo bajos y el desprendimiento de gas producido por la reacción ya se ha mencionado cuando se habla de los <<Vulkollans>> entre el isocianato y el agua. 
Desde prepolímeros y procesos pre / polímero casi ya no son importantes los poliésteres, los cuatro siguientes tipos solo se tendrán en cuenta aquí.
Básicamente, y según el sistema de fabricación, se pueden dividir los tipos de espumas de poliuretano en dos tipos: 
- Espumas en caliente: son las espumas que liberan calor durante su reacción, fabricadas en piezas de gran tamaño, destinadas a ser cortadas posteriormente. Se fabrican en un proceso continuo, mediante un dispositivo llamado espumadora, que básicamente es la unión de varias máquinas, de las cuales la primera es un mezclador, que aporta y mezcla los diferentes compuestos de la mezcla; la segunda es un sistema de cintas sin fin, que arrastra la espuma durante su crecimiento, limitando su crecimiento para darle al bloque la forma deseada; y la parte final de la espumadora es un dispositivo de corte, para cortar el bloque a la longitud deseada como en cualquier proceso de <<laminación>>. Generalmente son las más baratas y las más utilizadas.
- Espumas en frío: son aquellas que apenas liberan calor en la reacción, se utilizan para crear piezas a partir de moldes; como rellenos de otros artículos como aislantes, etc. Se fabrican mediante una espumadora sencilla, que consiste en un dispositivo mezclador. Normalmente suelen ser de mayor calidad y duración que las espumas en caliente, aunque su coste es bastante mayor.

## Espumas que no son de poliéster de una inyección
Hasta finales de la década de 1950 la mayor parte espumas flexibles se basan en resinas de poliéster. Estas espumas fueron desarrollados en Alemania durante la Segunda Guerra Mundial y se conocían como ` Moltopren '. Los poliésteres comúnmente tienen un peso molecular de aproximadamente 2000 y se producen comúnmente a partir de ácido adípico y un glicol tal como dietilenglicol, junto con una pequeña proporción de un ingrediente trifuncional tal como trimetilolpropano . Son líquidos viscosos bastante similares a las resinas de poliéster laminado.

## Los prepolímeros de poliéster
Como se discutirá más adelante, las espumas flexibles de poliéster no son del todo satisfactorios para aplicaciones de tapicería y en la década de 1950 la atención de los químicos estadounidenses recurrido a la utilización de poliéteres. Estos materiales podrían ser obtenidos de forma más barata que los poliésteres, pero los productos eran menos reactivo y con los sistemas de catalizadores entonces disponibles no podían ser convertidos directamente en espumas por un proceso de una sola / disparo. Como resultado se desarrolló una técnica de prepolímero, OOF recuerda que usa con Vulkollan y que ya había sido utilizado con ciertos poliésteres.
En este proceso, el poliéter se hace reaccionar con un exceso de isocianato para dar un prepolímero terminado en isocianato que es razonables estable si se mantiene en latas selladas en condiciones secas.

## Espumas de poliéster Casi-prepolímero
Este proceso, que es intermedio entre el prepolímero y el proceso de una sola disparo, es útil cuando prepolímeros son demasiado viscoso, donde la resina no fácilmente adaptarse a los procesos de uno disparo y donde el equipo disponible es más adecuado para sistemas de dos Part. Principalmente un poliol se hace reaccionar con un gran exceso de isocianato de manera que el prepolímero formado es de bajo peso molecular y hay un gran número de grupos isocianato libres. Este producto se hace reaccionar a continuación, en el momento de la formación de espuma con el compuesto de hidroxilo adicional, agua y catalizador para producir la espuma. El compuesto de hidroxilo adicional puede ser un poliol o una molécula simple tal como etilenglicol o glicerol que como la función adicional de un depresor de la viscosidad.

## Espumas de poliéster de una inyección
Las poliéter de una inyección ahora forman el grueso de la espuma de poliuretano flexible que se está fabricando. Este es un resultado de la economía favorables de poliéteres , en particular cuando se hace reaccionar en un proceso de un solo disparo , y porque los poliéteres generalmente producen espumas de mejores características de amortiguación . Una formulación típica para la producción de un solo disparo espuma de poliéster comprenderá poliol , isocianato, catalizador , surfactante y agente de soplado y estos se consideran por separado.

## Propiedades y aplicaciones de espumas flexibles
Espumas de poliuretano flexibles son estructuras de células abiertas elásticas . En comparación con las espumas de caucho natural y látex SBR son menos inflamables y tienen mejor resistencia a la oxidación y el envejecimiento. El principal interés de las espumas flexibles de poliuretano es para una amortiguación y otros materiales de tapicería y por esta razón la carga - características de compresión son de importancia .

### Características y usos
Es un material muy versátil ya que, según los aditivos y los sistemas de fabricación utilizados, se pueden conseguir características muy distintas y espumas destinadas a usos muy diferentes. Desde los bien conocidos bloques de espuma elástica para colchones hasta espumas casi rígidas para juguetería, automoción o calzados. 
Para comparar las distintas espumas se suele utilizar mucho la densidad, pero solo sirve como elemento comparativo cuando se habla de espumas con la misma composición, ya que distintas fórmulas dan características diferentes. En unas espumas se busca la mayor duración posible, en otras el precio más económico, en otras la transpirabilidad, la capacidad aislante, la facilidad de perfilar o dar forma, la ligereza, etc. 
La espuma de poliuretano tiene múltiples usos en el mundo actual. Algunos de ellos son: 
- en colchones como relleno principal o como integrante de los acolchados.
- en muebles en asientos de sofás y sillas, relleno de acolchados, etc.
- en la construcción, como aislante térmico, absorbente acústico o como relleno.
- en automoción como elemento principal de salpicaderos, asientos, etc.
- en muchos artículos más como juguetes, prendas de vestir, esponjas, calzados, almohadas, cojines, envases y en general todo tipo de acolchados o rellenos.